# Championnat de Belgique masculin de handball D3 1984-1985
Navigation
Division 3 1983-1984 Division 3 1985-1986
La saison 1983-1984 du Championnat de Belgique de handball fut la ?[Quoi ?] de la plus haute division belge de handball.

## Participants
| - J.S. Ans - La Fraternité Verviers - Renaissance Montegnée - Liège UHC - Eynatten - Astérix - SCA Montegnée |  | - SHC Mont-sur-Marchienne - Herseaux - Bech ULB - Herstal II - St. Ioseph - Villers 59 |